# William Keith Brooks
William Keith Brooks, född 25 mars 1848 i Cleveland, Ohio, död 12 november 1908 i Brightside vid Baltimore, var en amerikansk zoolog. 
Brooks var professor i zoologi och föreståndare för biologiska avdelningen vid Johns Hopkins University i Baltimore. Han grundlade 1878 där Chesapeake Zoological Laboratory och inlade även i övrigt stora förtjänster om zoologins uppblomstring i USA. Hans arbetsområde omfattade främst de ryggradslösa djurens morfologi, men han studerade även ärftlighets- och variationsproblem.